# Шанелек, Ангела
Ангела Шанелек (нем. Angela Schanelec; род. 14 февраля 1962 года, Ален, Баден-Вюртемберг, Западная Германия) — немецкий кинорежиссёр, сценарист, кинопродюсер и актриса.

## Биография
В 1982—1984 Ангела Шанелек изучала актёрское мастерство в Академии музыки и исполнительских искусств во Франкфурте-на-Майне. После окончания учёбы дебютировала в качестве киноактрисы, исполнив одну из главных ролей в исторической драме Кристиана Циверса «Смерть Белого Жеребца» (1985). В последующие годы А. Шанелек сосредоточилась на театральной деятельности: вплоть до 1991 актриса выступала в театрах нескольких немецких городов — Гамбурга, Кёльна, Берлина и Бохума.
В 1990—1995 А. Шанелек обучалась в Берлинской академии немецкого кино и телевидения. В 1995 закончила свой полнометражный режиссёрский дебют «Счастье моей сестры» (нем. Das Glück meiner Schwester), в котором также исполнила одну из главных ролей. Картина была отмечена наградой Немецкой ассоциации кинокритиков в категории «Лучший фильм».
Следующий фильм А. Шанелек «Остановки в городах» (нем. Plätze in Städten, 1998) демонстрировался в рамках программы «Особый взгляд» Каннского кинофестиваля 1998. Картина «Марсель» (нем. Marseille, 2004) также была отобрана для показа в той же программе Каннского кинофестиваля 2004. За этот фильм режиссёр была удостоена награды Немецкой ассоциации кинокритиков в категории «Лучший сценарий».
В 2007 в рамках программы «Форум» 57-го Берлинского кинофестиваля состоялась премьера картины А. Шанелек «После полудня» (нем. Nachmittag), снятой по мотивам пьесы Антона Чехова «Чайка».
В 2019 году фильм Ангелы Шанелек «Я была дома, но…» стал лауреатом 69-го Берлинского кинофестиваля, получив «Серебряного медведя» за лучшую режиссуру.
А. Шанелек является представителем так называемой «Берлинской школы» немецкого кинематографа (наряду с Томасом Арсланом, Кристофом Хоххойслером, Беньямином Хайзенбергом и Марен Аде).

## Избранная фильмография
| Год  |     | Русское название                        | Оригинальное название      | Роль                                   |
| ---- | --- | --------------------------------------- | -------------------------- | -------------------------------------- |
| 1985 | ф   | Смерть Белого Жеребца                   | Der Tod des weißen Pferdes | актриса                                |
| 1995 | ф   | Счастье моей сестры                     | Das Glück meiner Schwester | режиссёр, сценарист, монтажёр, актриса |
| 1998 | ф   | Остановки в городах                     | Plätze in Städten          | режиссёр, сценарист, монтажёр          |
| 2001 | ф   | Проходящее лето                         | Mein langsames Leben       | режиссёр, сценарист, монтажёр, актриса |
| 2004 | ф   | Марсель                                 | Marseille                  | режиссёр, сценарист                    |
| 2007 | ф   | После полудня                           | Nachmittag                 | режиссёр, сценарист, продюсер, актриса |
| 2009 | кор | Германия 09 (эпизод «День первый»)      | Deutschland 09             | режиссёр                               |
| 2010 | ф   | Аэропорт Орли                           | Orly                       | режиссёр, сценарист, продюсер          |
| 2014 | кор | Мосты Сараево (эпизод «Принцип, текст») | Les Ponts de Sarajevo      | режиссёр, сценарист                    |
| 2016 | ф   | Сказочный путь                          | Der traumhafte Weg         | режиссёр, сценарист, монтажёр          |
| 2019 | ф   | Я была дома, но…                        | Ich war zuhause, aber      | режиссёр, сценарист                    |
| 2023 | ф   | Музыка                                  | Music                      | режиссёр, сценарист                    |

## Награды и номинации
| Год  | Награда / Фестиваль                      | Номинация             | Фильм               | Результат |
| ---- | ---------------------------------------- | --------------------- | ------------------- | --------- |
| 1996 | Награда Немецкой ассоциации кинокритиков | Лучший фильм          | Счастье моей сестры | Победа    |
| 1999 | Кинофестиваль им. Макса Офюльса          | Награда Макса Офюльса | Остановки в городах | Номинация |
| 2005 | Награда Немецкой ассоциации кинокритиков | Лучший сценарий       | Марсель             | Победа    |
| 2018 | Награда Немецкой ассоциации кинокритиков | Лучший монтаж         | Сказочный путь      | Победа    |
| 2018 | Награда Немецкой ассоциации кинокритиков | Лучший фильм          | Сказочный путь      | Номинация |
| 2019 | Берлинский кинофестиваль                 | Лучший режиссёр       | Я была дома, но…    | Победа    |
| 2023 | Берлинский кинофестиваль                 | Лучший сценарий       | Музыка              | Победа    |

## Комментарии
1. ↑  Совместно с Майей Тенштедт (нем. Maja Tennstedt).